# Sigrid Snoilsky
Sigrid Fredrica Juliana Snoilsky, född Banér den 14 november 1813 i Östra Ryds socken, Östergötland, död den 19 augusti 1856 i Stockholm, var en svensk grevinna och konstnär (miniatyrmålare och tecknare).
Hon var dotter till överstelöjtnanten Johan Gustaf Banér och Margareta von Both och från 1840 gift med justitierådet och kammarherren greve Nils Snoilsky samt mor till skalden Carl Johan Gustaf Snoilsky. Hon vistades långa perioder som statsfru hos drottning Desideria på Rosersberg där hon omtalades som en firad societetsskönhet. Hon var en rikt begåvad personlighet med artistiska anlag och utförde ett flertal miniatyrporträtt och teckningar av personerna i sin omgivning. Hon utförde ett porträtt av sin 10-årige son som denne 1863 skänkte till den danske diktaren Christian Winthers hustru. Snoilsky är representerad med teckningar vid Nationalmuseum i Stockholm.